# 멕시코의 동성결혼
멕시코의 동성결혼은 2010년 3월 4일 멕시코시티 연방구 의회에서 동성 커플도 결혼할 수 있게 민법을 개정하면서 시작되었다. 2010년 8월 5일 멕시코의 대법원은 동성결혼이 합헌이라 결정내리며 멕시코시티에서 동성커플에게 발급된 결혼증명서는 멕시코 내 모든 31개주에서 인정받아야 한다고 판결내렸다. 따라서 동성커플이 동성결혼이 허용된 주에서 발급받은 결혼 증명서는 모든 주에서 유효하다. 이후 킨타나로오주와 코아우일라주, 치와와주, 나야리트주 등에서도 주정부의 동성결혼증명서 발급을 허용하는 법이 제정되었다.
2015년 6월 3일 멕시코 대법원은 동성결혼을 금지하는 법은 위헌이라 판결내렸다. 이 결정으로 멕시코 내 모든 법원은 암파로(Recurso de amparo)로써 동성커플에게 결혼 증명서를 발급할 수 있다.

## 역사

멕시코의 동성결혼
동성결혼 증명서를 발급하는 주
동성 결혼을 합법화하기 위해 법원에서 요구하는 주
다른 주에서 시행된 동성 결혼을 인정하는 주

2009년 11월 24일 민주혁명당 소속의 멕시코시티 의원 다비드 라수가 동성결혼 법안을 발의하였다. 600여개의 성소수자 및 인권 시민 단체들은 일제히 환영과 지지의 성명을 발표하였다. 보수주의 정당인 국민행동당은 위헌소송과 주민투표로 대항하겠다며 법안에 반대하였다. 하지만 주민투표 실시를 위한 법안은 2009년 12월 18일 기각되었으며, 12월 21일 동성결혼법안이 찬성 39표 반대 20표로 가결되었다. 이 입법에 따라 민법에서 결혼의 정의를 '두 남녀 간의 자유결합'에서 '두 사람 간의 자유결합'으로 개정되었다. 동성부부는 이성부부와 동일한 권리를 누릴 수 있으며 입양권도 보장된다. 국민행동당은 12월 29일 법원에 소를 제기하였으며, 멕시코시티 시장 마르셀로 에브라르드의 서명을 받아 2010년 3월 4일부터 효력을 발휘하였다. 2010년 8월 5일 멕시코 대법원은 8대 2의 결정으로 멕시코시티의 동성결혼법이 멕시코 헌법을 위반하지 않는다고 결정했다. 또한 2010년 8월 10일 멕시코시티에서 결혼한 동성부부는 멕시코의 모든 31개 주에서 합법적인 부부로 인정받아야 한다고 판결내렸다. 이 후 동성결혼 증명서를 발급하지 않는 주에서도 법원들이 결혼을 원하는 동성커플의 손을 들어주고 있다.
2011년 11월 2일 킨타나로오주의 몇몇 동성커플이 주 민법에서 결혼을 이성간으로 한정해놓지 않음을 발견한 후 결혼식을 올렸다. 2012년 2월 킨타나로우 주지사는 이 결혼식들을 무효화시켰으나, 2012년 5월 주국무부장관이 이 결정을 번복하여 동성결혼을 허용하였다.
2013년 7월 5일 동성결혼을 금지하는 주헌법 개정안이 콜리마 주의회를 통과하였으나, 2015년 3월 멕시코 대법원에서 위헌판결을 받아 무효화되었다.
코아우일라 주의회는 2014년 9월 1일 사회민주당에서 제출한 동성결혼 허용 법안을 찬성 19표 반대 1표로 가결하였다.
2015년 6월 3일 멕시코 대법원은 동성결혼을 금지하는 주법에 위헌판결을 내렸다. 이 판결이 각 주의 동성결혼 금지법을 무효화하는 것은 아니고, 멕시코 내 모든 법원은 암파로(Recurso de amparo)로써 결혼을 원하는 모든 동성커플에게 결혼 증명서를 발급해야한다.
2015년 6월 12일에는 치와와주에서 주지사의 칙령을 통해 동성결혼 증명서 발급이 시작되었다. 2015년 12월 17일 나야리트주의 주의회는 찬성 26표 반대 1표로 동성결혼을 허용하는 새 민법개정안을 통과시켰다.
2016년 5월 17일 엔리케 페냐 니에토 멕시코 대통령은 국제 동성애 혐오 반대의 날 기념식에서 멕시코 전역에서의 동성결혼 허용을 위한 헌법개정안을 제안했다. 엔리케 페냐 니에토는 동성결혼 허용을 위한 헌법개정안을 국회에 발의하였다.

### 각 주별 동성결혼 허용 상황
|         | 주                 | 인구                                   | 입법 혹은 판결 일                      | 효력 시작 일                           | 방식                                   |                                        |
| ------- | ------------------ | -------------------------------------- | -------------------------------------- | -------------------------------------- | -------------------------------------- | -------------------------------------- |
| 1.      | 멕시코시티         | 8,851,080                              | 2009년 12월 29일                       | 2010년 3월 4일                         | 주 의회 입법                           |                                        |
| 2.      | 킨타나로오주       | 1,468,469                              | 2012년 5월 3일                         | 2012년 5월 3일                         | 행정 명령                              |                                        |
| 3.      | 코아우일라주       | 2,841,657                              | 2014년 9월 1일                         | 2014년 9월 17일                        | 주 의회 입법                           |                                        |
| 4.      | 치와와주           | 3,406,465                              | 2015년 6월 11일                        | 2015년 6월 12일                        | 행정 명령                              |                                        |
| 5.      | 나야리트주         | 1,181,050                              | 2015년 12월 17일                       | 2015년 12월 23일                       | 주 의회 입법                           |                                        |
| 6.      | 할리스코주         | 7,844,830                              | 2016년 1월 26일                        | 2016년 3월 22일                        | 연방대법원 판결                        |                                        |
| 7.      | 캄페체주           | 899,831                                | 2016년 5월 10일                        | 2016년 5월 20일                        | 주 의회 입법                           |                                        |
| 8.      | 미초아칸주         | 4,584,471                              | 2016년 5월 18일                        | 2016년 6월 23일                        | 주 의회 입법                           |                                        |
| 9.      | 모렐로스주         | 1,903,811                              | 2016년 5월 18일                        | 2016년 7월 5일                         | 주 의회 입법                           |                                        |
| 10.     | 콜리마주           | 711,235                                | 2016년 5월 25일                        | 2016년 6월 12일                        | 주 의회 입법                           |                                        |
| 11.     | 치아파스주         | 5,217,908                              | 2017년 7월 11일                        | 2018년 5월 11일                        | 연방대법원 판결                        |                                        |
| 12.     | 푸에블라주         | 6,168,883                              | 2017년 8월 1일                         | 2018년 2월 16일                        | 연방대법원 판결                        |                                        |
| 13.     | 바하칼리포르니아주 | 3,315,766                              | 2017년 11월 3일                        | 2017년 11월 3일                        | 행정 명령                              |                                        |
| 14.     | 오아하카주         | 3,967,889                              | 2018년 8월 26일                        | 2018년 8월 26일                        | 행정 명령                              |                                        |
| 15.     | 누에보레온주       | 5,119,504                              | 2019년 2월 19일                        | 2019년 5월 31일                        | 연방대법원 판결                        |                                        |
| 16.     | 아과스칼리엔테스주 | 1,312,544                              | 2019년 4월 2일                         | 미정                                   | 연방대법원 판결                        |                                        |
| 17.     | 이달고주           | 2,858,359                              | 2019년 5월 14일                        | 미정                                   | 주 의회 입법                           |                                        |
| 18.     | 산루이스포토시주   | 2,717,820                              | 2019년 5월 20일                        | 2019년 5월 21일                        | 주 의회 입법                           |                                        |
| 총 합계 | 총 합계            | 64,725,705 (멕시코 전체 인구의 54.15%) | 64,725,705 (멕시코 전체 인구의 54.15%) | 64,725,705 (멕시코 전체 인구의 54.15%) | 64,725,705 (멕시코 전체 인구의 54.15%) | 64,725,705 (멕시코 전체 인구의 54.15%) |

## 여론
파라메트리아 여론조사 기관이 2006년 11월 17일부터 20일까지 성인 1,200명을 대상으로 질의한 결과 동성결혼을 허용하는 헌법 개정에 찬성하는 비율이 17%, 반대가 61%로 나타났다. 2009년 11월 멕시코 신문사 《El Universal》에서 멕시코시티 성인 1000명을 대상으로 실시한 여론조사에 따르면 동성결혼 찬성이 50%, 반대는 38%였다.
2013년 7월에는 동성결혼에 찬성하는 멕시코인이 52%로 조사되었다. 종교별로는 가톨릭 신자에서 52%가, 비종교인에선 62%가 찬성하는 것으로 알려졌다.
2014년 한 여론조사 기관에서 멕시코 전국 45개 도시들에서 연구하고 발표한 《멕시코의 사회 불관용》 보고서에 따르면 멕시코시티와 티후아나, 산루이스포토시, 콜리마, 라파스에서 동성결혼 지지율이 가장 높았으며, 두랑고와 시우다드빅토리아, 아과스칼리엔테스, 치와와, 몬테레이 도시 광역권이 가장 낮았다.